# Criptograma musical
Un criptograma musical es un mensaje cifrado que está oculto en la partitura de una composición formado por una determinada secuencia de notas musicales. Esta secuencia puede corresponder a un texto extramusical, usualmente a través de una relación lógica entre nombres de notas y letras. El compositor aprovecha el conocimiento de las cualidades y características de la notación musical para incluir el mensaje que desee.
Son numerosos los compositores que han empleado la criptografía como método de composición para dejar mensajes ocultos en sus partituras. Lo más habitual es codificar sus propios nombres, o los de otras personas, en forma de motivos de sus obras a través de un cifrado por sustitución simple, donde cada nota se corresponde con una letra. Mucho más raro es el uso de la notación musical para codificar mensajes en el ámbito del espionaje. En cualquier caso, al existir muchas formas de relacionar notas y letras, a menudo es difícil descifrar estos criptogramas.
Dentro de la música occidental la denominación de las notas con nombres es atribuida a Boecio (siglo VI) lo que dio pie a establecer relaciones entre notas y letras. Desde entonces ha habido numerosos ejemplos de criptografía musical. Aunque no con intención criptográfica, es remarcable que ya en el siglo XI el monje Guido de Arezzo, en su tratado Micrologus, introdujo un procedimiento de composición objetiva que asignaba sucesivamente (y repetidamente) a cada vocal a una nota a partir del sol3.

## Sistemas
El método criptográfico más extendido ha sido el de esconder mensajes extramusicales a través de los nombres de las notas. En la notación anglosajona y en la alemana, cada nota se relaciona con una letra del alfabeto; así, la escala la, si, do, re, mi, fa, sol, en la notación anglosajona es A, B, C, D, E, F, G. La criptografía se basa en la combinación de estas letras para formar determinadas palabras y mensajes sobre los que se puede construir una composición. Este procedimiento, que se conoce como cifrado por sustitución, resulta bastante sencillo. También se han utilizado sistemas más complejos a través de los cuales se consigue relacionar cada nota con más de una letra, de forma que el mensaje criptográfico resulta más difícil de descifrar.

### Vocales de las sílabas y de los nombres latinos de las notas
En este procedimiento los sonidos de las vocales del texto coinciden con los sonidos de las vocales de los nombres latinos de las notas, ut, re, mi, fa, sol, la, si, introducidos por Guido de Arezzo. Fue llamado soggetto cavato por el teórico de la música Gioseffo Zarlino.
Se cree que este método fue utilizado por primera vez por Josquin des Prez en su Missa Hercules Dux Ferrariae de 1503. En esta obra el nombre en latín del dedicatario Hercules Dux Ferrariae (Ercole I d’Este, duque de Ferrara) se convierte en re–ut–re–ut–re–fa–mi–re, donde hay que recordar que ut es el nombre antiguo de la nota do. Este tema se utiliza como cantus firmus de la misa. Des Prez empleó este mismo procedimiento en otras composiciones suyas y fue imitado por varios de sus contemporáneos y sucesores, entre ellos Adrian Willaert y Costanzo Festa.

### Letras y nombres anglosajones de las notas
En los sistemas anglosajones de denominación de las notas se usan las letras A-G para designar las notas desde la hasta sol; también la H en el sistema alemán (donde representa el seno natural, ya que la B designa el seno bemol). Esto permite cifrar, en principio, palabras que consten sólo de estas letras, por lo que es necesario buscar alternativas que permitan codificar las demás letras.

#### Sistema alemán

Motivo BACH.

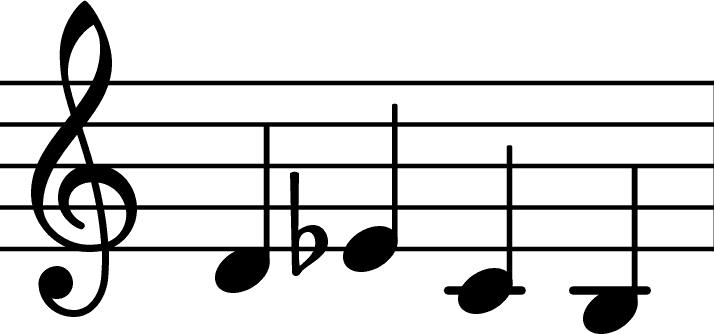
Motivo DSCH.

El criptograma musical más conocido de este sistema es el famoso motivo BACH, que fue utilizado por el propio Johann Sebastian Bach. De acuerdo con la notación musical alemana las notas si bemol–la–do–si natural equivalen a B–A–C–H, que son las letras de su apellido. Tanto sus contemporáneos como otros muchos compositores posteriores lo utilizaron en sus creaciones.
Hay letras que se pueden definir por homofonía, como ocurre con el mi bemol que se corresponde con "Es" en notación alemana y por tanto se pronuncia como la letra "S". Una muestra de esto es el motivo DSCH creado por Dmitri Shostakovich para codificar su nombre. En notación musical alemana las notas re–mi bemol–do–si equivalen a D–Es–C–H que son las iniciales del compositor (Д. Ш., siendo su nombre y apellido en cirílico Дмитрий Шостакович), transliteradas al alemán como "D. Sch." El maestro ruso incorporó este motivo en varias de sus obras, entre las que se incluyen la Sinfonía n.º 10, el Cuarteto de cuerda n.º 8, el Concierto para violín n.º 1, el Concierto para violoncelo n.º 1, la Sinfonía n.º 15 y la Sonata para piano n.º 2 Op. 61.
Otros compositores han optado por ignorar las letras que no tuvieran una traducción a notas musicales. Por ejemplo, Robert Schumann representó su nombre como SCHA en su Carnaval, Op. 9. También usó sustituciones fonéticas como BESEDH para representar a Bezeth. Johannes Brahms utilizó B–A–H–S (si bemol–la–si–mi bemol) para su apellido dentro de la Fuga en la bemol menor para órgano, y la mezcla Gis–E–La (sol sostenido–mi–la) para Gisela von Arnim.
Cabe destacar también Edward Elgar, que escribió un Allegretto para sus alumnas las hermanas Gedge basándose en las notas GEDGE. Parte de sus Variaciones Enigma también usa criptogramas.

#### Sistema francés
A finales del siglo XIX en Francia se usó un procedimiento típico de codificación de las letras con notas. Se trata simplemente de repetir la asociación de las notas la–sol con las letras A–G a los demás grupos de letras, H–N, O–U y V–Z. Así resulta, por ejemplo, que las letras A, H, O y V van asociadas a la nota la. Este procedimiento fue fomentado por Jules Ecorcheville, editor de la revista S.I.M., en las conmemoraciones del centenario de Joseph Haydn en 1909. Dado que una nota codifica varias letras la correspondencia no es biyectiva y es difícil extraer el texto a partir de un motivo.

#### SigloXX
Numerosos compositores usaron los procedimientos mencionados en el siglo XX, con obras que homenajeaban a otros colegas usando diversos sistemas de cifrado. Algunos de estos sistemas permitían el uso de las notas alteradas, de acuerdo con el cromatismo propio de la música del siglo XX. Sistemas más complejos como el de Olivier Messiaen hacían uso de una codificación que implicaba alturas y duraciones, por ejemplo en su obra para órgano Méditations sur le Mystère de la Sainte Trinité (1969).
El compositor estadounidense Elliott Carter en su obra Réflexions de 2004 dedicó un criptograma para el apellido de Pierre Boulez junto con un símbolo sonoro para el nombre.

## Ejemplos destacados
Son numerosos los compositores que han utilizado esta técnica, desde J. S. Bach, con el sujeto de algunas de sus fugas, hasta Johannes Brahms o Robert Schumann, o compositores del siglo XX, como Alban Berg u Olivier Messiaen. Este método también se conoce como «cifrado Mata-Hari», ya que la famosa espía lo utilizó en más de una ocasión.

### Lista de nombres encriptados en motivos

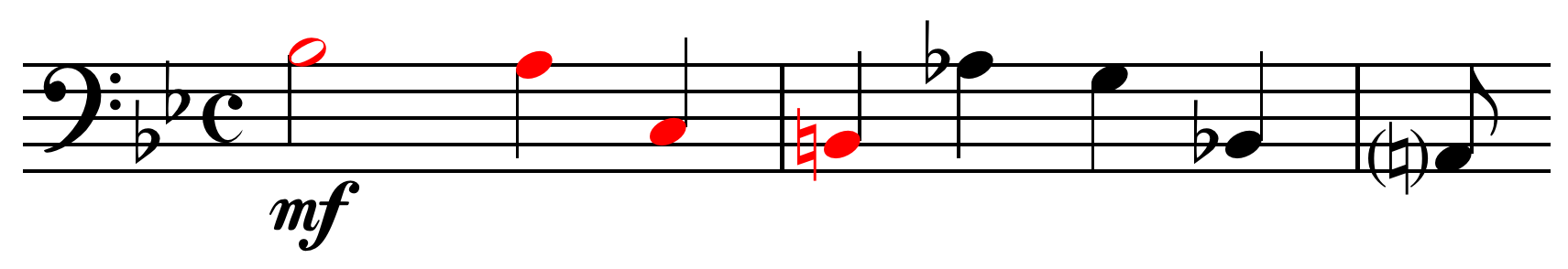
Motivo BACH seguido de una versión transpuesta de Seis fugas sobre el nombre B-A-C-H de Schumann, op. 60, n.º 4, cc. 1-3.
Nótese que C y H se transponen hacia abajo, sin afectar la ortografía pero cambiando el contorno melódico.

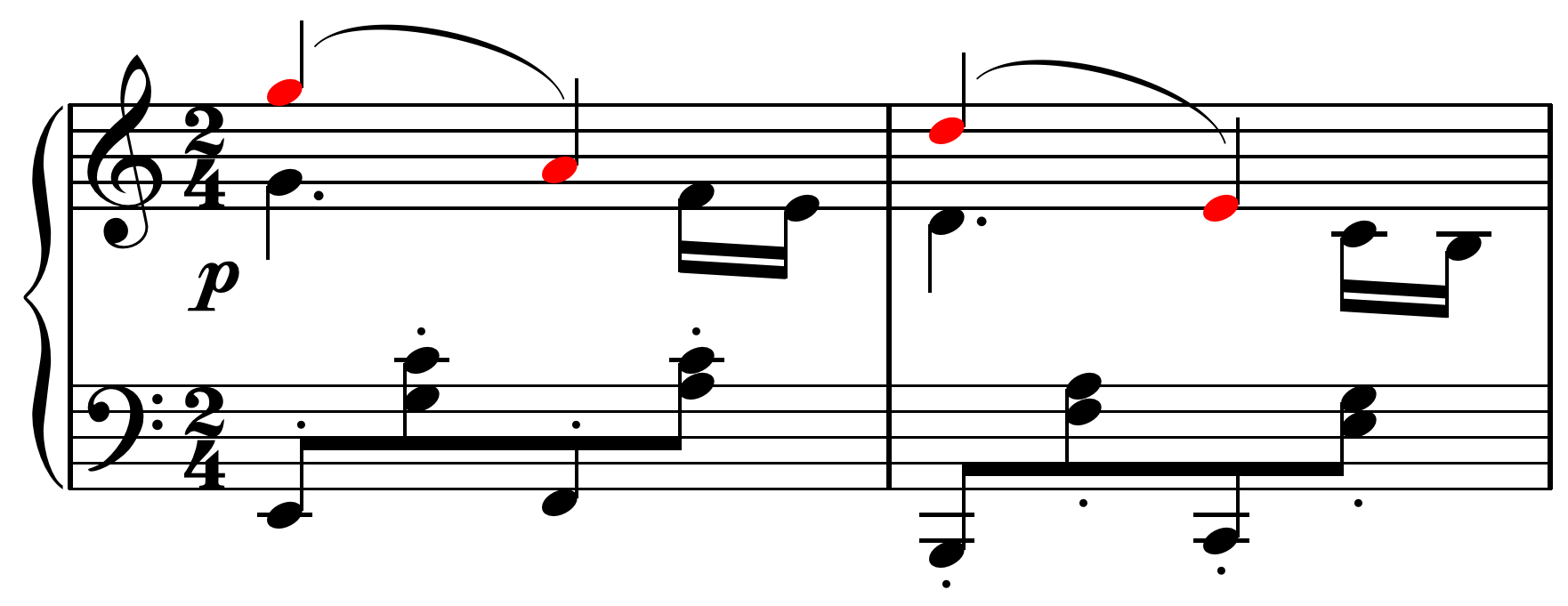
Gade, Drei kleine Clavierstücke, n.º 3, Alla marcia, cc.20-21

En esta lista se recogen en orden alfabético algunos motivos usados por destacados compositores. En primer lugar, constan las notas en notación inglesa, seguidas de su interpretación como letras.
- A, B♭, B, F (= A, B, H, F)

por Alban Berg y Hanna Fuchs-Robettin, usado en la Suite Lírica de Berg.
- A, B♭, E, G, G (= A, B, E, G, G)

por Meta Abegg, inspiración para les Variaciones Abegg, Op. 1 de Robert Schumann.
- A, D, A, A, F (= A, L, A, I, N)

por Jehan Alain, usado por Maurice Duruflé en su Prélude et fugue sur le nom d'Alain, Op. 7, siguiendo el sistema francés.
- A, E♭, C, B (= A, S, C, H) i A♭, C, B = (As, C, H)

usado en Carnaval, Op. 9 de Schumann, el cual mantenía una relación con Ernestine von Fricken, procedente de la ciudad actualmente checa de Aš, en alemán "Asch".
- A, E♭, C, B, B♭, E, G (= A, S, C, H, B, E, G)

por Arnold Schoenberg, que usa como firma musical el conjunto "Eschbeg" además del conjunto "A. Schbeg" o "Aschbeg".
- B♭, A, B, E♭ (= B, r, A, H, m, S)

por Johannes Brahms, usado por Alfred Schnittke en su Quasi una sonata, junto con el motivo BACH entre otros.
- B♭, A, C, B (= B, A, C, H)

el célebre motivo BACH, usado en muchas obras por numerosos compositores además del propio J.S. Bach.
- B, A, D, D, G (= H, A, Y, D, N)

por Joseph Haydn, usado por Maurice Ravel en su Menuet sur le nom d'Haydn.
- B, E, B, A, o B, A, B, E

por Béla Bartók o Bartók Bela (en húngaro se escribe el apellido antes del nombre).
- C, A, G, E

por John Cage, usado por Pauline Oliveros en la obra Dear.John: a canon on the name of Cage; así como por Simon Jeffes en su Cage dead.
- D, E♭, C, B (= D, S, C, H)

el motivo DSCH de Dmitri Shostakóvich, teniendo en cuenta la transcripción alemana de su apellido (Schostakowitsch), usado por el propio compositor en varias de sus obras.
- E♭, A, C, B, E, D (= S, A, C, H, E, R)

por Paul Sacher (hexacordo de Sacher), usado entre otros por Pierre Boulez.
- E♭, C, B, A (= S, C, H, A)

por Robert Schumann, usado en su Carnaval, Op. 9.
- F, A, E y F, A, F

por Frei aber einsam y Frei aber froh, "libre pero solitario" y "libre pero feliz", lemas citados en la Sonata F-A-E dedicada a Joseph Joachim y compuesta de manera colaborativa por Robert Schumann, Johannes Brahms y Albert Dietrich; así como en la Sinfonía n.º 3 de Johannes Brahms, respectivamente.
- F, E♭, C, B (= F, S, C, H)

por Franz Schubert.
- G, A, B, D, B, E, E, F, A, G, D, E (= G, A, B, Re, H, E, Le - F, A, Ug, Re, E)

por Gabriel Fauré, usado por varios contribuyentes en homenaje a Fauré el año 1922.
- G, A, D, E

por Niels Gade, usado en una obra de su amigo Robert Schumann.